# Kiváló Polgár
Az elismerés azon gyulai lakóhellyel rendelkező, élő vagy elhunyt természetes személynek adományozható, aki az élet valamely területén kiemelkedő eredményeket szerzett, cselekedetei példaként állíthatók Gyula város polgárai elé.

## A kitüntető cím részletes leírása
Gyula város Önkormányzatának Képviselő-Testülete 1994-ben alapította a kiváló polgár címet. Az elismerésből évente legfeljebb egy ítélhető meg, átadása a március 15-e tiszteletére rendezett ünnepi testületi ülésen vagy egyedi eseményhez kötötten történik. A kitüntető címmel egy díszoklevél; nettó 300 000,- Ft pénzjutalom, továbbá az adományozás évével ellátott arany melltű, illetve nyakkendőtű jár. A díszoklevél tartalmazza az adományozás keltét, a polgármester aláírását és Gyula város pecsétlenyomatát. Az elismeréssel járó költségek fedezetét a Képviselő-Testület az önkormányzat költségvetéséből biztosítja.

## Kiváló Polgárok
| A "Kiváló Polgár" cím adományozásának éve | Kitüntetett személy                | Kitüntetett személy foglalkozása                                                            | A "Kiváló Polgár" cím adományozásának indokolása |
| ----------------------------------------- | ---------------------------------- | ------------------------------------------------------------------------------------------- | --- |
| 2017                                      | Czirok Sándor                      | intézményvezető                                                                             | a Göndöcs Benedek Középiskola, Szakiskola és Kollégium intézményvezetőjének az oktató-nevelő munka és az iskolaszervezés területén végzett elévülhetetlen érdemeiért, valamint aktív közéleti tevékenységéért                              |
| 2017                                      | Mocsár-Pörjés József               | a Gyulai Hírlap ügyvezetője                                                                 | egy évtizedes főszerkesztői tevékenységéért és a gyulai kulturális élet értékeinek magas színvonalú megjelenítéséért |
| 2017                                      | Orosz István                       | nyugalmazott főorvos                                                                        | a gyulai kardiológiai rehabilitációs osztály kialakítása és elfogadtatása során végzett munkája elismeréseként |
| 2017                                      | Kissné Ábrahám Katalin             | nyugalmazott gyógyszerész                                                                   | aktív szakmai és társadalmi munkásságáért, valamint a gyulai gyógyszerésztörténeti kutatások eredményeinek közzétételéért |
| 2017                                      | Tarnay Éva Klára                   | nyugalmazott fogszakorvos, iskolafogász                                                     | a gyulaiak egészségmegőrzése érdekében magas hivatástudattal végzett kiemelkedő közszolgálatáért |
| 2017                                      | Szabóné Bohus Márta                | tagintézmény-vezető                                                                         | a Bay Zoltán általános iskola tagintézmény-vezetője több évtizedes, magas színvonalú pedagógiai tevékenységéért és kiemelkedő vezetői munkásságáért                                                                                        |
| 2017                                      | a Japánkert Barátok Köre Egyesület | nincs                                                                                       | n.a. |
| 2017                                      | a Gyulahús Kft. kollektívája       | nincs                                                                                       | n.a. |
| 2017                                      | Bihari Mária                       | anyakönyvvezető                                                                             | a település iránti szeretettel és magas szakmai tudással végzett közszolgálatáért, pontos, lelkiismeretes munkájáért |
| 2017                                      | Hámori András                      | a közterület-felügyeleti csoport vezetője                                                   | kiemelkedő kötelességtudattal, a lakosság iránti nagyfokú empátiával és jogszabálykövető magatartással végzett szakmai tevékenységéért |
| 2017                                      | Bordé István                       | a Gyulai Közüzemi Nonprofit Kft. építési csoportjának vezetője                              | a település tulajdonában lévő ingatlanok gondos kezeléséért, Gyula város élhetőbbé tételéért és hivatása iránti elkötelezettségéért |
| 2016                                      | dr. Petróczky István (posztumusz)  | gyulai háziorvos                                                                            | a gyulai háziorvosi rendszer kereteinek kialakításában szerzett múlhatatlan érdemeiért és sokrétű közéleti és kulturális tevékenységéért                                                                                                   |
| 2015                                      | Prof. Dr. Fodor Lajos              | a Magyar Tudományos Akadémia doktora                                                        | a magas színvonalú tudományos- és kutatómunkájáért, valamint egyetemi oktatói tevékenységéért |
| 2015                                      | Becsy Károly (posztumusz)          | atléta                                                                                      | a sport területén kifejtett tevékenységéért, amely példamutató a jelen és a jövő nemzedékek számára |
| 2014                                      | Dr. Pocsay Gábor                   | nyugalmazott belgyógyász                                                                    | a rendszerváltást követően megválasztott első polgármesterként szerzett elévülhetetlen érdemei elismeréseként |
| 2014                                      | Dr. Szántó Gyula                   | nyugalmazott tanszékvezető docens                                                           | kiváló szakmai munkásságáért, kiemelkedő kulturális közéleti tevékenységéért |
| 2011                                      | Mikus Éva                          | n.a.                                                                                        | a városban végzett karitatív tevékenységéért |
| 2011                                      | Zsarnóczay László                  | a gyulai Fafém Bútor Zrt. vezérigazgatója                                                   | kimagasló szakmai munkájáért, mellyel több száz embernek biztosít munkát az általa vezetett gazdasági társaságban |
| 2009                                      | Gedeon József                      | a gyulai Várszínház igazgatója                                                              | a Gyulai Várszínház elismertségének növelésében, a város hírnevének öregbítésében kifejtett munkásságának elismeréseként |
| 2008                                      | Janecskó János                     | nyugalmazott gimnáziumigazgató                                                              | az oktatás területén elért kiemelkedő eredményekért, cselekedetei példaként állíthatók a jelen és az utókor elé |
| 2007                                      | Szák György                        | nyugalmazott pedagógus, sportoló                                                            | több évtizedes, magas szintű pedagógusi munkájáért, példamutató magatartásáért, a gyulai sport szeretetéért és fáradhatatlan műveléséért. Életútjának elismeréseként, mely a fiatalok oktatását, nevelését, Gyula város érdekeit szolgálta |
| 2007                                      | Hild Györgyné                      | az Élésker Kft. ügyvezetője                                                                 | n.a. |
| 2006                                      | Kun Lajos                          | bádogosmester                                                                               | kiváló munkássága, a szakmájában elért kitűnő eredményei és példamutató emberi magatartása elismeréséül |
| 2005                                      | Dr. Takács Lőrinc                  | volt városi tanácselnök                                                                     | a város fejlődéséért kifejtett munkássága elismeréséül |
| 2004                                      | Prohászka Tamás                    | agrárszakember                                                                              | a szakmai területén végzett példamutató munkásságáért |
| 2004                                      | Wegroszta Gyula                    | cukrászmester                                                                               | életútja és munkássága elismeréseként |
| 2003                                      | Volent Zoltán                      | a Jókai Művelődés Ház nyugalmazott igazgatója                                               | n.a. |
| 2003                                      | Kohán János                        | szabómester                                                                                 | n.a. |
| 2002                                      | Dr. Gyarmati Sándor (posztumusz)   | volt megyei szájsebész főorvos, Gyula Város Önkormányzata Képviselő-testületének volt tagja | a közélet tisztaságáért, a város fejlődéséért, szebbé tételéért végzett munkája elismeréseként |
| 2002                                      | Herczeg Gábor                      | késes és köszörűs kisiparos részére                                                         | példaértékű munkásságáért |
| 2001                                      | Zám András                         | a Gyulai Húskombinát vezérigazgatója                                                        | n.a. |
| 2001                                      | Schriffert Mihály                  | népi fafaragó művész                                                                        | n.a. |
| 2000                                      | dr. Friedrich Endréné              | gyulai Arany János Művelődési Egyesület elnöke                                              | n.a. |
| 2000                                      | Enyedi G. Sándor (posztumusz)      | volt főszerkesztő (Békés megyei hírlap)                                                     | n.a. |
| 1999                                      | D. Nagy András                     | Erkel Ferenc Társaság titkára                                                               | helytörténeti munkásságért |
| 1999                                      | Gál András                         | Gyulai Kertészeti Vállalat nyugalmazott vezetője, a Virágos Gyuláért mozgalom létrehozója   | n.a. |
| 1999                                      | dr. Libor János                    | a III. belgyógyászat nyugalmazott osztályvezető főorvosa                                    | a diabetológiában, a gasztroenterológiában, s az általános belgyógyászat különböző területein kifejtett tevékenységéért |
| 1998                                      | Domokos György                     | tanár                                                                                       | n.a. |
| 1998                                      | Kovács Lajos                       | színművész                                                                                  | n.a. |
| 1997                                      | Kiss Anikó                         | nyugalmazott gimnáziumi tanár, történész, muzeológus                                        | n.a. |
| 1997                                      | Bielek Gábor                       | címzetes apátplébános                                                                       | maradandó gyulai munkásságáért |
| 1997                                      | id. Christián László (posztumusz)  | testneveléstanár, a sportélet kiemelkedő személyisége                                       | n.a. |
| 1996                                      | Kovács István                      | testnevelő tanár                                                                            | n.a. |
| 1996                                      | Takács Lajos                       | okleveles építőmérnök, nyugalmazott vízügyi igazgató                                        | n.a. |
| 1996                                      | dr. Gyarmati István (posztumusz)   | volt kórházi osztályvezető főorvos                                                          | n.a. |
| 1995                                      | Asztalos Gyuláné                   | nyugdíjas tanárnő                                                                           | n.a. |
| 1995                                      | Jánosi Imre                        | nyugdíjas cukrászmester                                                                     | n.a. |
| 1995                                      | Havasi István (posztumusz)         | a Gyulai Várszínház első igazgatója                                                         | n.a. |
| 1994                                      | Koszta Rozália (posztumusz)        | festőművész                                                                                 | n.a. |
| 1994                                      | Oláhné Keresztessy Éva             | általános iskolai tanár nő                                                                  | n.a. |
| 1994                                      | Lindeisz Ferenc                    | gimnáziumi tanár                                                                            | n.a. |